# Médaille commémorative d'Orient
La médaille commémorative d'Orient est une médaille française.

## Histoire
Ce sont les unités de l’Armée d’Orient (1916-1918) qui, aux ordres du général d’armée Louis Franchet d'Espèrey, provoquèrent en septembre 1918 l’effondrement du front germano-bulgare, la défaite de la Bulgarie, reconquirent la Serbie et la Roumanie, puis envahirent l’Autriche-Hongrie.
Et c'est pour commémorer cette expédition que le député Girod demanda l'attribution de la médaille coloniale avec barrettes spécifiques et que les députés Bureau et Dariac demandèrent la création d'une médaille commémorative d'Orient datée du 26 juin 1917.
Le gouvernement français refusa la première formule qui détourne la médaille Coloniale de son but initial et rejeta également la création d'une nouvelle décoration particulière. Cependant, la venue de la médaille commémorative de la Grande Guerre (1920) et de la médaille de la Victoire (1922) qui couvrent tous les théâtres d'opérations d'un même conflit mondial relancent le débat.
La loi du 15 juin 1926 institue la médaille commémorative d'Orient et des Dardanelles destinée à tout personnel, militaire ou civil ayant fait partie des unités du corps expéditionnaire franco-britannique des Dardanelles, placé sous les ordres du général anglais Ian Hamilton.
Et, le 8 juillet de la même année, un décret définissait les caractéristiques de son ruban. Elle récompense le personnel militaire et civil embarqué avant le 11 novembre 1918 et relevant du corps expéditionnaire des Dardanelles ou de l'armée française d'Orient et les marins de ces expéditions.

## Modalités d'attributions
La médaille commémorative d’Orient récompense, sans condition de durée de séjour :
- les personnels militaires et civils qui ont été embarqués :
  - entre le 22 février et le 4 octobre 1915 inclus, à destination du corps expéditionnaire d’Orient ;
  - entre le 3 octobre 1915 et le 10 août 1916 inclus, à destination de l’armée d’Orient ;
  - entre le 11 août 1916 et le 11 novembre 1918, à destination de l’armée française d’Orient y compris les formations françaises stationnées à Mytilène, à Corfou, ainsi que les missions militaires et éléments français détachés auprès des armées britannique, italienne, russe, serbe, hellénique et du contingent albanais ;
  - entre le 28 octobre et le 11 novembre inclus, à destination de l’armée du Danube ;
  - entre le 5 février 1915 et le 11 novembre 1918 inclus, à destination des troupes françaises du Levant.
- les personnels français ayant fait partie de l’état-major du commandement en chef des armées alliées d’Orient, entre le 11 août 1916 et le 11 novembre 1918 inclus.
- les personnels des missions militaires françaises en Égypte, y compris la base de Suez et les éléments détachés au Hedjaz.
- les personnels des détachements français de Palestine et de Palestine-Syrie, de la légion d’Orient et de la base de Port-Saïd.
- les marins ayant participé, à l’Est du 21e degré de longitude, à des opérations sur mer ou sur terre se rattachant à celles effectuées par l’armée d’Orient.

Nul ne peut prétendre au port de cette médaille s’il a été l’objet d’une condamnation, sans sursis, au cours de la campagne, pour faits qualifiés « crimes » par le code de justice militaire ou maritime. La médaille est attribuée sans diplôme ; un certificat, délivré sur la demande des ayants droit ou de leur famille, en tient lieu. Les demandes d’attestations autorisant le port de cette médaille se font auprès du bureau des décorations au ministère de la Défense.

## Insigne

### Ruban
L'Armée d'Orient. Ruban bleu clair avec trois raies verticales jaunes de 7 mm au centre et 2 mm sur les côtés. La raie centrale étant la plus large.

### Médaille
De modèle identique à la médaille commémorative du Maroc et créée par la loi du 22 juillet 1909. Concernant les opérations de pacification menées dans le pays entre 1907 et 1909. Due au même graveur que la Médaille du Maroc Georges Lemaire, elle est en bronze au lieu d'argent.
La gravure représente l'effigie d'une « République guerrière » coiffée d'un casque où sont fixées des feuilles de chêne avec les mots « République française » et la signature de l'artiste. Cette avers est identique à la médaille commémorative des Dardanelles.
Au revers, une composition associe les symboliques de l'armée de terre et de mer (fusil, hallebarde, drapeaux), ainsi que les dates « 1915-1918 ».
Les modèles peuvent sur l'un des deux drapeaux porter l'inscription « Honneur et Patrie – 1915-1918 ».

### Bélière
En bronze, formée de deux palmes et d'un croissant.
Certaines médailles possèdent sur le ruban une agrafe en métal doré de forme orientale avec l'inscription « Dardanelles ». Il s'agit là d'élément de fabrication privée et non réglementaire.
La médaille se porte après la médaille commémorative de la guerre 1914-1918 et avant médaille commémorative de Syrie-Cilicie.
Les deux rubans peuvent être portés par les récipiendaires (Orient et Dardanelles). Cette décoration n'exclut pas le port de la médaille commémorative de la Grande Guerre et de la médaille de la Victoire.